# Drynaria sparsisora
Drynaria sparsisora là một loài thực vật có mạch trong họ Polypodiaceae. Loài này được (Desv.) T. Moore miêu tả khoa học đầu tiên năm 1862.